# 二硅化二铑铕
二硅化二铑铕是一种无机化合物，化学式为EuRh2Si2。它可以以ThCr2Si2结构结晶。

## 制备及性质
它可由相应的元素高温反应制得。
它的磁跃迁温度为23.5 K和25 K。它的铕在常压下为+2价，但在压力升高至1 GPa时发生价态转变，至8 GPa时接近完全转变为+3价。